# Lê Trung Tường
Lê Trung Tường, nguyên là một tướng lĩnh Bộ binh của Quân lực Việt Nam Cộng hòa, cấp bậc Chuẩn tướng. Ông xuất thân từ trường Võ bị Quốc gia do Quân đội Pháp và Chính phủ Quốc gia mở ra ở miền Trung với mục đích đào tạo sĩ quan người Việt để phục vụ trong hàng ngũ Quân đội Liên hiệp Pháp. Ông đã tuần tự giữ từ chức vụ chỉ huy cấp Trung đội cho đến chỉ huy cấp Sư đoàn Bộ binh.

## Tiểu sử & Binh nghiệp
Ông sinh ngày 1 tháng 1 năm 1927 trong một gia đình Nho học tại Thừa Thiên, miền Trung Việt Nam. Thời niên thiếu ông học Tiểu và Trung học tại Huế. Năm 1945, ông tốt nghiệp chương trình Trung học Pháp tại Huế với văn bằng Thành chung. Sau đó ông được bổ dụng làm giáo chức ở Huế.

### Quân đội Pháp
Cuối năm 1947, ông nhập ngũ vào Quân đội Pháp, mang số quân: 47/201.886. Theo học khóa Hạ sĩ quan tại trường Hạ sĩ quan An Cựu, Huế. Giữa năm 1948, ra trường phục vụ tại Việt binh đoàn ở Huế. Trung tuần tháng 9 năm 1949, ông trúng tuyển nhập học khóa 2 Quang Trung tại trường Võ bị Quốc gia ở Huế, khai giảng ngày 25 tháng 9 năm 1949. Ngày 24 tháng 6 năm 1950 mãn khóa tốt nghiệp với cấp bậc Thiếu úy hiện dịch. Ra trường, ông được chọn về đơn vị Bộ binh giữ chức vụ Trung đội trưởng trong Tiểu đoàn Việt Nam thuộc Quân đội Quốc gia thành phần trong Quân đội Liên hiệp Pháp.

### Quân đội Quốc gia Việt Nam
Thượng tuần tháng 4 năm 1952, Quân đội Quốc gia Việt Nam chính thức thành lập Bộ Tổng tham mưu, ông được thăng cấp Trung úy và được giữ chức vụ Đại đội trưởng. Cuối năm 1953, ông được thăng cấp Đại úy tại nhiệm, sau đó ông được cử giữ chức vụ Tiểu đoàn phó.
Cuối tháng 7 năm 1954, sau hiệp định Genève (20 tháng 7), ông cùng đơn vị di chuyển vào Nam, tháng 8 sau đó ông được thăng cấp Thiếu tá giữ chức vụ Tiểu đoàn trưởng.

### Quân đội Việt Nam Cộng hòa
Cuối năm 1955, sau khi Quân đội Quốc gia được đổi tên thành Quân đội Việt Nam Cộng hòa, ông được cử giữ chức vụ Trung đoàn trưởng Trung đoàn 1 trong Sư đoàn 1 Dã chiến do Thiếu tướng Lê Văn Nghiêm làm Tư lệnh. Đến đầu năm 1957, ông chuyển lên Bộ tư lệnh Sư đoàn giữ chức vụ Trưởng phòng 3 kiêm Chỉ huy trưởng Trung tâm Hành quân, dưới quyền Đại tá Nguyễn Khánh Tư lệnh Sư đoàn.
Cuối năm 1958, Sư đoàn 1 Dã chiến đổi tên thành Sư đoàn 1 Bộ binh, một lần nữa ông được cử giữ chức vụ Trung đoàn trưởng Trung đoàn 1 dưới quyền Tư lệnh Sư đoàn là Đại tá Tôn Thất Xứng.
Đầu năm 1961, ông được chuyển nhiệm vụ về Vùng 2 chiến thuật giữ chức vụ Trưởng phòng 3 kiêm Tham mưu phó Quân đoàn II do Thiếu tướng Tôn Thất Đính làm Tư lệnh. Qua giữa năm 1962, ông chuyển về Trung ương và được cử giữ chức vụ Tham mưu trưởng Bộ chỉ huy Binh chủng Biệt động quân do Đại tá Tôn Thất Xứng làm Chỉ huy trưởng.
Đầu tháng 11 năm 1963, sau cuộc đảo chính Tổng thống Ngô Đình Diệm (ngày 1 tháng 11), ông chuyển trở lại đơn vị Bộ binh giữ chức vụ Tham mưu trưởng Sư đoàn 25 Bộ binh dưới quyền Đại tá Lữ Lan tư lệnh Sư đoàn.
Đầu tháng 2 năm 1964, sau cuộc Chỉnh lý nội bộ ngày 30 tháng 1 với các tướng lãnh trong Hội đồng Quân nhân Cách mạng để giành quyền lãnh đạo của tướng Nguyễn Khánh, ông được thăng cấp Trung tá, chuyển sang lĩnh vực Hành chính Quân sự, ông được bổ nhiệm chức vụ Tỉnh trưởng kiêm Tiểu khu trưởng Quảng Ngãi thuộc Quân khu 1.
Ngày Quân lực 19 tháng 6 năm 1965, ông được thăng cấp Đại tá tại nhiệm, bàn giao tỉnh Quảng Ngãi lại cho Trung tá Tôn Thất Khiên chuyển về Quân khu 2 giữ chức vụ Tỉnh trưởng kiêm Tiểu khu trưởng Bình Định.
Giữa năm 1966, bàn giao tỉnh Bình Định lại cho Trung tá Hà Mai Việt, ông được cử làm Tham mưu trưởng Quân đoàn II và Vùng 2 Chiến thuật. Cuối năm 1969, ông được cử đi học tại trường Cao đẳng Quốc phòng đến giữa năm 1970 mãn khóa. Đầu năm 1971, ông được chỉ định chức vụ Phụ tá Tư lệnh Quân đoàn II kiêm Tư lệnh phó Lãnh thổ Quân khu 2 trải qua 2 vị Tư lệnh là Trung tướng Ngô Dzu và Thiếu tướng Nguyễn Văn Toàn.
Hạ tuần tháng 11 năm 1973, ông được bổ nhiệm chức vụ Tư lệnh Sư đoàn 23 Bộ binh kiêm Tư lệnh Mặt trận Kon Tum, hoán chuyển nhiệm vụ với Chuẩn tướng Trần Văn Cẩm. Ngày 1 tháng 4 năm 1974, ông được thăng cấp Chuẩn tướng tại nhiệm.
- Sư đoàn 23 Bộ binh vào thời điểm đầu tháng 3/1975, nhân sự của Bộ tư lệnh Sư đoàn và Chỉ huy các Trung đoàn được phân bổ trách nhiệm như sau:

-Tư lệnh - Chuẩn tướng Lê Trung Tường
-Tư lệnh phó - Đại tá Vũ Thế Quang
-Tham mưu trưởng - Đại tá Hà Thúc Tứ
-Chỉ huy Pháo binh - Trung tá Đặng Nguyên Phả
-Trung đoàn 44 - Trung tá Ngô Văn Xuân
-Trung đoàn 45 - Đại tá Phùng Văn Quang
-Trung đoàn 53 - Đại tá Võ Ân

## 1975
Chiều ngày 14 tháng 3, ông bị thương tại cầu 31, thuộc quận Phước An, tỉnh Đắk Lắk trong khi đang chỉ huy và điều động các Trung đoàn trực thuộc hành quân tái chiếmBuôn Ma Thuộtt. Ông được di tản ra khỏi mặt trận. Ngay sau đó, Đại tá Lê Hữu Đức, nguyên Chánh Sở An ninh Quân đội Quân đoàn II được cử làm Tư lệnh Sư đoàn 23. Đầu tháng 4 năm 1975, sau khi xuất viện ông được cử vào chức vụ Tham mưu trưởng Quân đoàn III do Trung tướng Nguyễn Văn Toàn làm Tư lệnh.
Sau ngày 30 tháng 4, ông ra trình diện Chính quyền Quân quản của Chế độ mới, chính quyền mới đưa ông đi học tập và cải tạo từ Nam ra Bắc cho đến ngày 11 tháng 2 năm 1988 mới được trả tự do.
Ông không xuất cảnh theo diện H.O do Chính phủ Hoa Kỳ bảo lãnh mà ở lại Việt Nam.
Ngày 22 tháng 5 năm 2009 ông từ trần tại Thành phố Hồ Chí Minh, hưởng thọ 82 tuổi.

## Gia đình
- Phu nhân: Bà Hoàng Thị Quảng
- Các con: Lê Song, Lê Hoành, Lê Đôn, Lê Thị Hiệp, Lê Thị Nga, Lê Trung Tuấn, Lê Trung Thắng, Lê Thị Thủy, Lê Trung Định.